# Damuk község
Damuk község (románul: Comuna Dămuc) község Neamț megyében, Romániában. Központja Damuk, beosztott falvai Hosszúrez, Háromkút.

## Népessége
A 2011-es népszámlálás adatai alapján a község népessége 2761 fő volt.